# Programme fédéral des États-Unis pour la protection des témoins

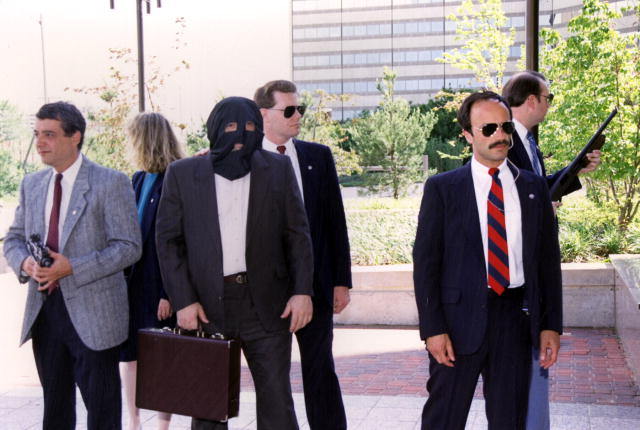
Un témoin protégé par des U.S. Marshals

Le programme fédéral des États-Unis pour la protection des témoins (en anglais, United States Federal Witness Protection Program ou WITSEC) est un programme de protection des témoins créé en 1970, administré par le département de la Justice des États-Unis et exploité par le United States Marshals Service qui est conçu pour protéger les témoins menacés avant, pendant, et après un procès.
Le but est de lutter contre le crime organisé en favorisant le témoignage de personnes menacées.
Depuis la mise en place effective de ce programme en 1971, plus de 8 500 témoins et 9 900 membres de leur famille sont entrés dans le programme et ont ainsi été relogés et eu une nouvelle identité en date de 2013.
Des programmes relevant des États existent également pour certains d'entre eux. Par exemple la Californie, l'Illinois, New York et le Texas, ont leur propre programme de protection des témoins pour les crimes qui ne sont pas couverts par le programme fédéral. Les programmes gérés par les États fournissent des protections moins étendues que le programme fédéral,.

## Portée
Les témoins et leur famille obtiennent généralement de nouvelles identités avec des papiers officiels. Le programme de protection des témoins n'a jamais eu de problème de sécurité dans laquelle une personne protégée ou un membre de la famille a été blessé.
En date de 2013, selon les totaux officiels, ce sont 8 500 témoins et 9 900 membres de leurs familles qui ont été protégés par le US Marshals Service depuis 1971. Selon Gerald Shur, qui a créé le programme fédéral, 95 % des protégés sont des criminels.
Les activités du programme sont gardées secrètes, mais quelques faits sont révélés par le ministère de la Justice. Les témoins sont sous sécurité tous les jours, 24 heures sur 24 ; de l'argent pour le logement, l'essentiel, et les soins médicaux sont fournis aux témoins. WITSEC prévoit également la formation professionnelle et l'aide à l'emploi.
Un témoin qui accepte de témoigner est généralement admissible à participer au programme. Le programme est entièrement volontaire. Les témoins sont autorisés à quitter le programme et revenir à leur identité d'origine à tout moment.

## Histoire
Le programme WITSEC est établi conformément au titre V de la Loi sur la lutte contre la criminalité organisée de 1970, qui à son tour établit la manière dont le procureur général des États-Unis peut prévoir la réinstallation et la protection d'un témoin.
Le gouvernement fédéral donne également des subventions aux États pour leur permettre de fournir des services similaires. Le programme fédéral est appelé (le programme fédéral de protection des témoins) WITSEC et a été fondé dans les années 1960 par Gerald Shur quand il était dans la section du ministère de la Justice des États-Unis contre la criminalité organisée et les trafics divers. La plupart des témoins sont protégés par le United States Marshals Service, tandis que la protection des témoins incarcérés est du devoir du Bureau fédéral des prisons.
Un ancien officier fédéral, John Thomas Ambrose a été reconnu coupable d'avoir divulgué des informations concernant Nicholas Calabrese (en), un témoin fédéral dans le programme de protection des témoins, à d'autres membres du crime organisé de Chicago,.

## Le programme dans la littérature
La trame narrative des romans Malavita et Malavita encore de Tonino Benacquista est tissée autour du programme américain de protection des témoins.

## Le programme à la télévision
La série Lilyhammer retrace la vie d'un mafioso new-yorkais, bénéficiaire du programme, et qui demande à être installé à Lillehammer (en Norvège), où le choc des cultures et l'inadéquation des habitudes mafieuses par rapport à la vie locale va créer quelques problèmes.

## Sources
- (en) Cet article est partiellement ou en totalité issu de l’article de Wikipédia en anglais intitulé « United States Federal Witness Protection Program » (voir la liste des auteurs).